# These Three
These Three is een Oscargenomineerde film uit 1936 onder regie van William Wyler. De film is gebaseerd op het toneelstuk The Children's Hour van Lillian Hellman. In Nederland werd de film destijds onder de titels Onschuldige meisjes en Drie menschen uitgebracht.
De film staat deels bekend voor haar lesbische ondertoon.

## Verhaal
Martha Dobie en Karen Wright zijn vrienden die Karens boerderij ombouwen in een kostschool. Ze worden bijgestaan door de lokale dokter Joseph Cardin en de rijke Mrs. Tilford. Nadat de school wordt geopend, wordt Mrs. Tilfords rebelse dochter Mary als eerste ingeschreven. Er ontstaan conflicten wanneer Martha en Karen beiden verliefd worden op Joe.
Wanneer Martha's tante Lily Mortar naar de stad komt om bij hen te verblijven, ontstaat de drama. Lily ziet Joe op de late avond bij Mary en gaat uit van het ergste. Mary versterkt haar vermoedens als ze leugens begint te verspreiden. Wanneer Lily haar nicht confronteert, weigert zij haar te geloven. Ze ontdekt dat een leerling genaamd Rosalie meeluistert en doet de deur dicht. Rosalie had echter nog haar arm tussen de deur toen deze gesloten werd en is bezeerd.
Mary chanteert Rosalie erin zware geruchten over Martha en Karen te verspreiden op school. Als Mrs. Tilford dit hoort, organiseert ze een ouderbijeenkomst en zet iedereen ertoe aan hun kinderen van school te halen. Martha en Karen zijn geschokt en klagen Mrs. Tilford aan voor het persoonlijke leed wat ze hen heeft aangedaan. Lily is echter niet aanwezig om te getuigen, waardoor ze de zaak verliezen.
De geruchten worden al snel door het hele dorp verspreid. Martha en Karen kunnen zich nergens meer vertonen en Joe wordt ontslagen van zijn baan. Martha kan de druk in de stad niet meer aan en besluit het voorgoed te verlaten. Eenmaal op de trein realiseert ze waarom Rosalie de leugens heeft verteld en keert terug. Rosalie geeft uiteindelijk toe dat ze de waarheid niet sprak. Aan het einde van de film wordt de reputatie van Martha en Karen hersteld en krijgen Joe en Karen een relatie.

## Rolverdeling
| Acteur           | Personage               |
| ---------------- | ----------------------- |
| Miriam Hopkins   | Martha Dobie            |
| Merle Oberon     | Karen Wright            |
| Joel McCrea      | Dr. Joseph "Joe" Cardin |
| Catherine Doucet | Mrs. Lily Mortar        |
| Alma Kruger      | Mrs. Amelia Tilford     |
| Bonita Granville | Mary Tilford            |
| Marcia Mae Jones | Rosalie Wells           |

## Achtergrond
Het toneelstuk werd in 1934 opgevoerd op Broadway. Hoewel het een succesvol toneelstuk was, bleek het ook controverses met zich mee te dragen. De lesbische ondertoon veroorzaakte veel ophef. Om die reden was producent Samuel Goldwyn gedwongen een andere titel te kiezen voor de verfilming. Destijds waren de regels rondom het maken van films erg streng en mocht niet worden bevestigd dat de personages die de hoofdrolspelers vertolken lesbisch zijn. Dit wordt echter wel gesuggereerd.
De opnames begonnen op 20 november 1935 en werden in januari 1936 afgerond. De film werd na de première geprezen door critici. Tegenwoordig is het nog een onderwerp van gesprek voor liefhebbers en analisten van lesbische cinema.
De film werd in 1961 opnieuw gemaakt onder de titel The Children's Hour, met Audrey Hepburn en Shirley MacLaine in de hoofdrollen.